# راکینگهام (جورجیا)
راکینگهام (به انگلیسی: Rockingham) یک منطقهٔ مسکونی در ایالات متحده آمریکا است که در شهرستان بیکن، جورجیا واقع شده‌است. راکینگهام ۳٫۱ کیلومتر مربع مساحت و ۲۴۸ نفر جمعیت دارد و ۵۹٫۱۳ متر بالاتر از سطح دریا واقع شده‌است.